# Rudolf Svoboda (fotbalista)
Rudolf Svoboda (23. července 1946 – 19. srpna 2023) byl český fotbalový záložník. Jeho starší bratr Ladislav Svoboda byl prvoligovým fotbalistou Sparty a Kladna.
V 80. letech emigroval do Spojených států amerických.
Zemřel 19. srpna 2023 ve věku 77 let.

## Fotbalová kariéra
Začínal v Běchovicích a během základní vojenské služby působil v Dukle Žatec, odkud v roce 1966 přešel do Jablonce. V československé lize hrál za LIAZ Jablonec a Slavii Praha. V Poháru UEFA nastoupil ve 2 utkáních. Ve dvou prvoligových sezónách dal 29 gólů z celkových 56 gólů Jablonce. Ve druhé lize přidal v dresu LIAZu další 63 branky (1966/67 – 1973/74).

## Ligová bilance
| Ročník             | Zápasy | Góly | Minuty | Klub          |
| ------------------ | ------ | ---- | ------ | ------------- |
| 2. liga 1966/1967  | -      | -    | -      | LIAZ Jablonec |
| 2. liga 1967/1968  | -      | -    | -      | LIAZ Jablonec |
| 2. liga 1968/1969  | -      | -    | -      | LIAZ Jablonec |
| 2. liga 1969/1970  | -      | -    | -      | LIAZ Jablonec |
| 2. liga 1970/1971  | -      | -    | -      | LIAZ Jablonec |
| 2. liga 1971/1972  | -      | -    | -      | LIAZ Jablonec |
| 2. liga 1972/1973  | -      | -    | -      | LIAZ Jablonec |
| 2. liga 1973/1974  | -      | -    | -      | LIAZ Jablonec |
| I. liga 1974/1975  | 28     | 14   | 2 449  | LIAZ Jablonec |
| I. liga 1975/1976  | 30     | 15   | 2 673  | LIAZ Jablonec |
| I. liga 1976/1977  | 25     | 8    | 2 114  | Slavia Praha  |
| I. liga 1977/1978  | 4      | 1    | 244    | Slavia Praha  |
| II. liga 1981/1982 | 24     | 8    | –      | DP Xaverov    |
| II. liga 1982/1983 | 11     | 1    | –      | DP Xaverov    |
| CELKEM I. ČS. LIGA | 87     | 38   | 7 480  |               |